# Vilnia
Vilnia (litevsky se v poslední době používá zdrobnělina Vilnelė, bělorusky Вільня, polsky Wilenka) je řeka v Bělorusku (Hrodenská oblast) a v Litvě (Vilniuský kraj). Je dlouhá 80 km. Povodí má rozlohu 624 km².

## Přítoky
- Levé:

| Hydrologické pořadí | Řeka             | Délka (km) | Povodí (km²) | Vzdálenost od ústí (km) | Ústí kde                | Koordináty ústí                   |
| ------------------- | ---------------- | ---------- | ------------ | ----------------------- | ----------------------- | --------------------------------- |
| 12010421            | V – 7            | 2,6        | 10,1         | 73,5                    | Kiemėnai?               | 54°33′31″ s. š., 25°43′57″ v. d.? |
| 12010423            | V – 5            | 3,0        | 5,2          | 66,5                    | Laukininkai?            | 54°35′9″ s. š., 25°45′34″ v. d.?  |
|                     | Porubka          | 2,5        | 12,2         | 65,3                    | Šiulgos?                | 54°37′56″ s. š., 25°44′37″ v. d.? |
| 12010424            | Kyvė             | 4,3        | 5,2          | 63,9                    | Užtilčiai               | 54°38′30″ s. š., 25°43′51″ v. d.  |
| 12010425            | Kenelė           | 2,0        | 7,7          | 60,1                    | rybník Margių tvenkinys | 54°39′3″ s. š., 25°42′11″ v. d.   |
| 12010425            | Kena             | 23,9       | 177,4        | 53,2                    | Santakai                | 54°39′38″ s. š., 25°37′59″ v. d.  |
| 12010439            | V – 3            | 3,7        | 5,5          | 49,9                    | ?                       | ?                                 |
| 12010447            | Mukna            | 7,2        | 31,3         | 25,2                    | Mickūnai                | 54°42′5″ s. š., 25°30′44″ v. d.   |
| 12010452            | Kyvė             | 9,9        | 18,5         | 20,3                    | Žemieji Karklėnai       | 54°41′9″ s. š., 25°28′47″ v. d.   |
| 12010453            | Šeternikų upelis | 5,3        | 17,2         | 19,2                    | Užupio Karklėnai        | 54°41′17″ s. š., 25°27′58″ v. d.  |
| 12010447            | Murlė            | 4,1        | 10,2         | 13,6                    | Vilnius                 | 54°41′26″ s. š., 25°24′16″ v. d.  |

- Pravé:

| Hydrologické pořadí | Řeka        | Délka (km) | Povodí (km²) | Vzdálenost od ústí (km) | Ústí kde                        | Koordináty ústí                  |
| ------------------- | ----------- | ---------- | ------------ | ----------------------- | ------------------------------- | -------------------------------- |
| 12010422            | Roščinka    | 3,5        | 9,3          | 68,7                    | Bavoriškės?                     | ?                                |
|                     | Krasnoborka | 3,8        | 8,5          | 65,5                    | ?                               | ?                                |
| 12010426            | Nemiežė     | 3,0        | 25,0         | 59,3                    | rybník Margių tvenkinys         | 54°39′20″ s. š., 25°42′3″ v. d.  |
| 12010427            | Bražylė     | 9,4        | 36,9         | 55,6                    | rybník Margių tvenkinys/Santaka | 54°39′55″ s. š., 25°39′17″ v. d. |
| 12010441            | V – 6       | 3,9        | 6,1          | 45,8                    | ?                               | ?                                |
| 12010442            | V – 4       | 2,7        | 19,4         | 45,1                    | ?                               | ?                                |
| 12010443            | Nedzviadka  | 5,4        | 36,9         | 35,2                    | Taurija                         | 54°44′23″ s. š., 25°34′22″ v. d. |
| 12010444            | Taurija     | 12,8       | 45,1         | 33,0                    | Taurija                         | 54°44′18″ s. š., 25°33′10″ v. d. |
| 12010447            | V – 2       | 2,9        | 11,0         | 24,8                    | ?                               | ?                                |

## Průběh toku
Řeka pramení poblíž vesnice Vindžiūnai na úbočí nejvyšší litevské hory Juozapinės Kalnas 5 km od Šumska na státní hranici s Běloruskem, kterou několik kilometrů (asi 12 km) tvoří. Ve Vilniusu odděluje městskou část Užupis od starého města a vlévá se do Nerisu (v povodí Němenu) pod Gediminasovým hradem.

## Pūčkorių atodanga

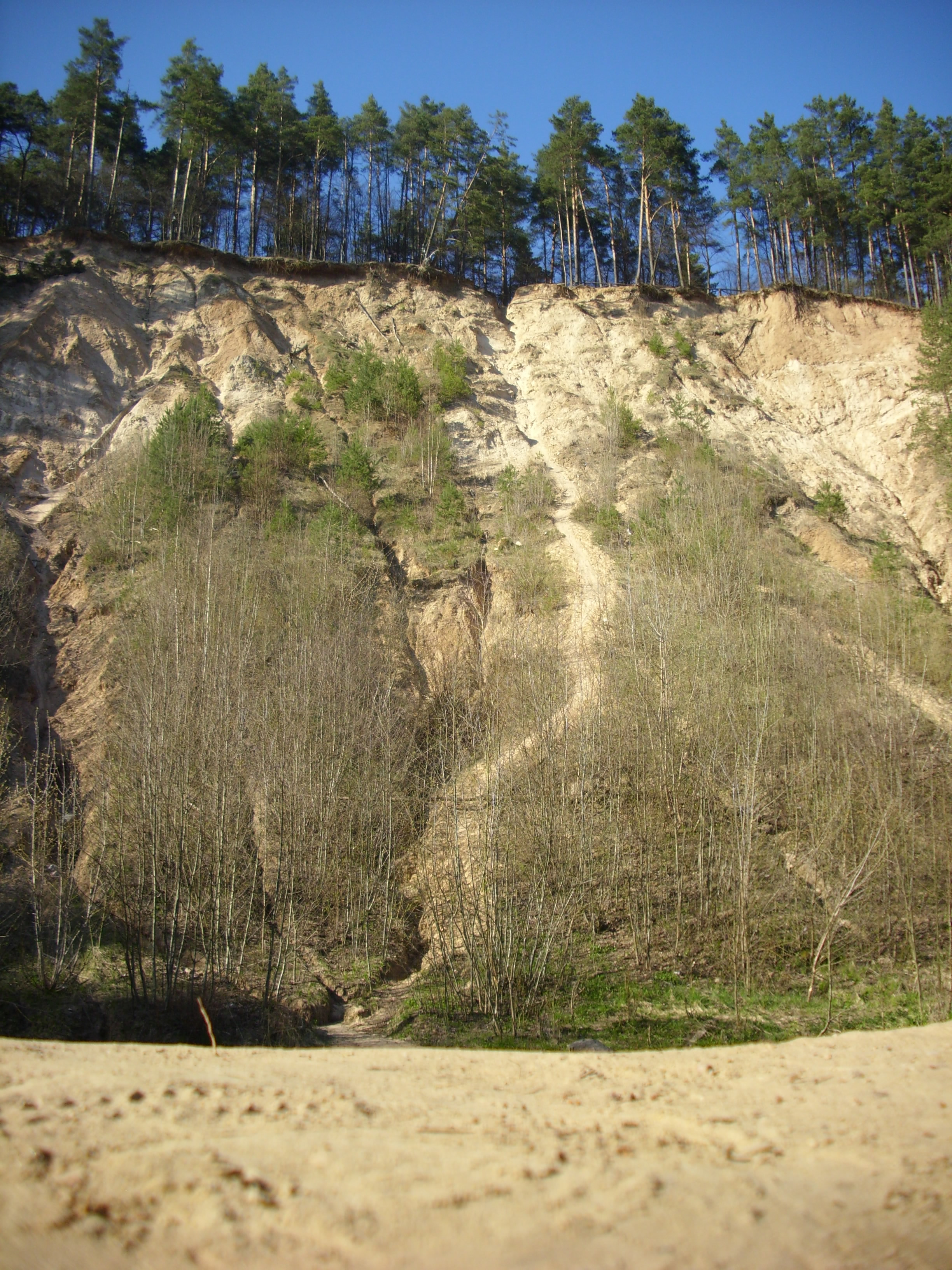
Sesuv na pravém břehu. Pavilnių regioninis parkas

Sesuv Pūčkorių atodanga je na pravém břehu, jižně od silnice č. 103 (ulice S. Batoro), u meandru řeky, mezi čtvrtí Naujoji Vilnia a centrem (4,7 km od centra na východ vzdušnou čarou, 7 km automobilem) u Francouzského mlýna, v místě, zvaném Belmontas nebo Pūčkoriai. Je to nejvyšší břeh se sesuvem (ledovcového původu) v Litvě (výška 65 m, šířka 260 m.), geologická památka.

## Využití
Její spád na horním toku až 40 m na 10 km by se dal využít i pro sjezd na divoké vodě.